# Asplenium incisodentatum
Asplenium incisodentatum är en svartbräkenväxtart som beskrevs av Eduard Rosenstock. Asplenium incisodentatum ingår i släktet Asplenium och familjen Aspleniaceae. Inga underarter finns listade.